# Neolucanus guiardi
Neolucanus guiardi es una especie de coleóptero de la familia Lucanidae.

## Distribución geográfica
Habita en Laos.